# Adduktor

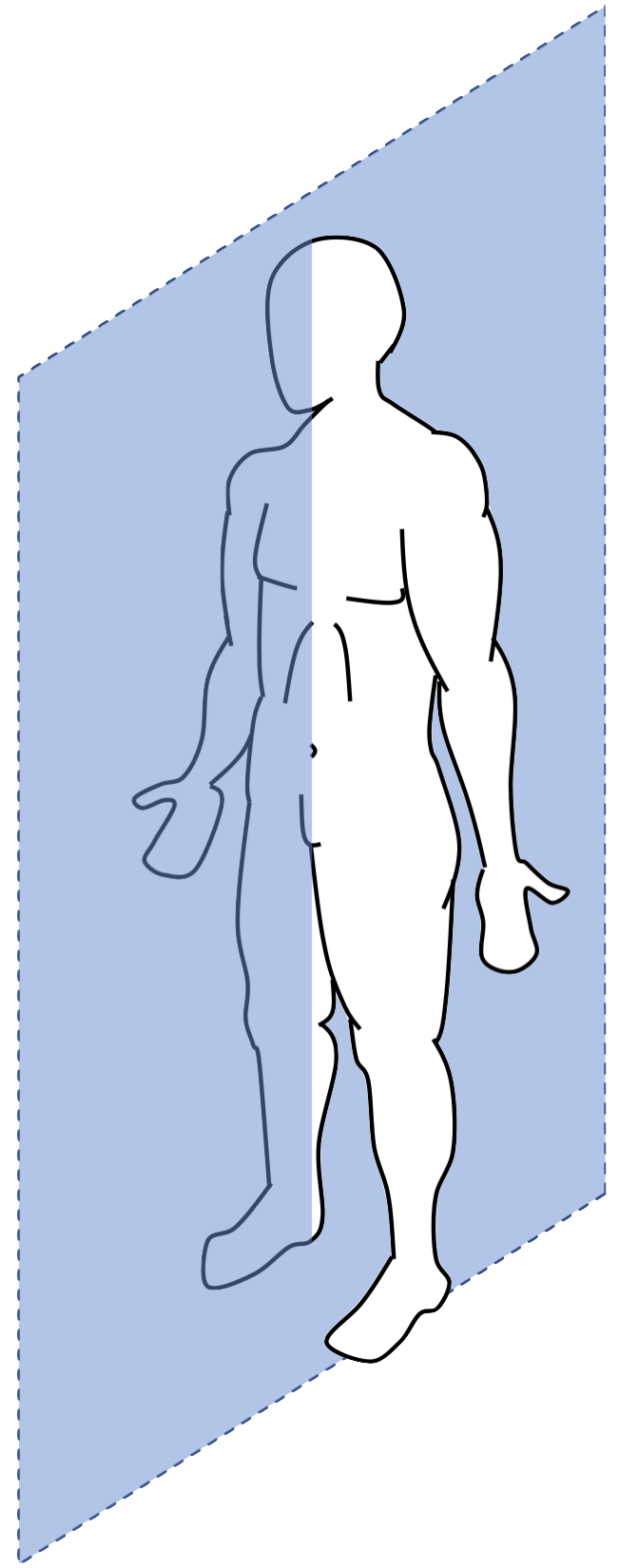
Sagittalplanet - en adduktor drar en kroppsdel till detta plan.

En adduktor (latin adductor) är en anatomisk term dels på varje muskel, som drar en kroppsdel till kroppens mittlinje (sagittalplan), dels den nerv som verkar på muskeln. Rörelsen som åstadkoms av en adduktor kallas adduktion.
Motsatsbegreppet är abduktor (latin abductor, "avledare"), som betecknar muskler som drar kroppsdelar från mittlinjen.

## Exempel på muskler
Bland adduktormusklerna hos människa finns bland annat följande:
- Adductor longus